# Патанак
Патанак (перс. پتنك) — село в Ірані, у дегестані Сіярстак-Єйлакі, у бахші Рахімабад, шагрестані Рудсар остану Ґілян. За даними перепису 2006 року, його населення становило 25 осіб, що проживали у складі 8 сімей.